# Bréval (Yvelines)
Pour les articles homonymes, voir Bréval.
Bréval est une commune française située dans le département des Yvelines en région Île-de-France.
Ses habitants sont appelés les Brévalois.

## Géographie

### Situation
La commune de Bréval se trouve dans le nord-ouest des Yvelines, à la limite de ce département avec les départements voisins de l'Eure et d'Eure-et-Loir, à 18 kilomètres environ au sud-ouest de Mantes-la-Jolie et à 30 kilomètres au nord de Dreux.
Les communes limitrophes sont Villiers-en-Désœuvre, Boissy-Mauvoisin, Neauphlette, Perdreauville, Saint-Illiers-la-Ville et Saint-Illiers-le-Bois.

### Communes limitrophes
| Saint-Illiers-le-Bois | Saint-Illiers-la-Ville | Perdreauville    |
| Villiers-en-Désœuvre  | Bréval                 | Boissy-Mauvoisin |
| Guainville            | Neauphlette            |                  |

### Géologie et relief
Le territoire, relativement plat, appartient au plateau du Drouais, à environ 140 mètres d'altitude, est en légère pente vers le sud. Il est drainé par le ru de la Fieffe qui traverse le bourg et se jette dans le ru de l'Étang à Neauphlette. C'est un territoire essentiellement rural (à 85 %), consacré à la grande culture céréalière. Il est peu boisé, environ 10 % de la surface totale, les parcelles de forêt étant dispersées surtout en périphérie de la commune, dont au nord-ouest une petite partie de la forêt de Rosny-sur-Seine. Le paysage est globalement composé de champs ouverts vers le sud annonçant les plaines d'Eure-et-Loir et de Beauce. Entre Vexin, Normandie et Beauce, Bréval, et le Drouais en général, marque une zone de transition entre les plaines ouvertes et les vallons normands, tout comme les villes proches de Houdan ou Anet.

### Transports et voies de communications

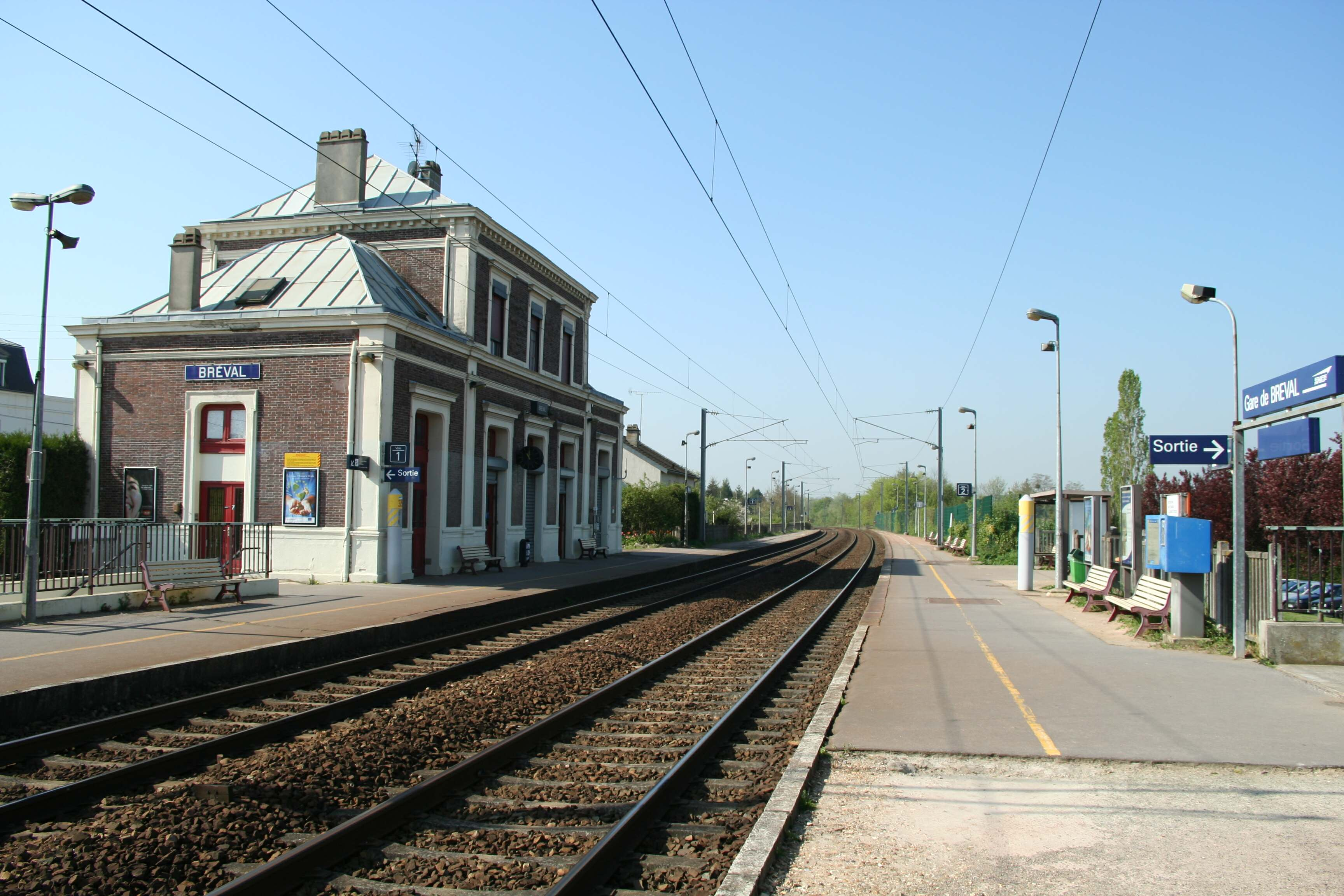
La gare.

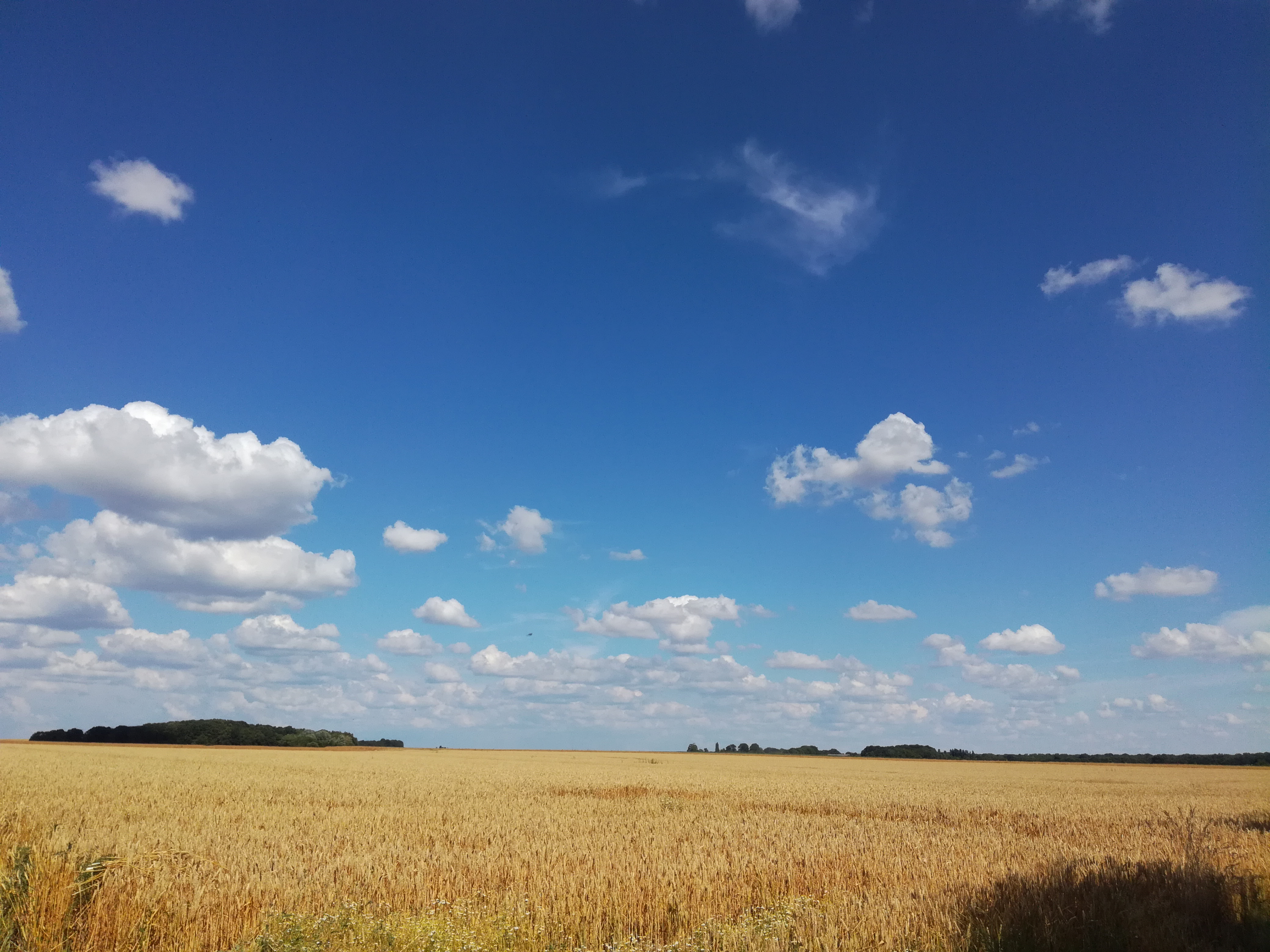
Champ de blé dans les plaines autour de Bréval.

#### Réseau routier
La commune est desservie par plusieurs routes départementales : la RD 11 (Saint-Cyr-l'École - Bréval) qui se poursuit dans le département de l'Eure sous le nom de RD 58, la RD 89 (Port-Villez - Neauphlette), la RD 110 (Buchelay - Saint-Illiers-le-Bois) et la RD 114 (Rosny-sur-Seine - Bréval).
Se situe près de la ville de Bonnière.

#### Desserte ferroviaire
La commune est traversée selon un axe nord-est - sud-ouest par la ligne Paris-Cherbourg et dispose d'une gare voyageurs permettant des liaisons directes avec Paris en environ 50 minutes.

#### Chemins de randonnée
La commune est traversée dans le sens nord-ouest - sud-est par un sentier de grande randonnée, le GR de Pays des Yvelines.

### Climat
Pour des articles plus généraux, voir Climat de l'Île-de-France et Climat des Yvelines.
En 2010, le climat de la commune est de type climat océanique dégradé des plaines du Centre et du Nord, selon une étude du CNRS s'appuyant sur une série de données couvrant la période 1971-2000. En 2020, Météo-France publie une typologie des climats de la France métropolitaine dans laquelle la commune est exposée à un climat océanique et est dans la région climatique Sud-ouest du bassin Parisien, caractérisée par une faible pluviométrie, notamment au printemps (120 à 150 mm) et un hiver froid (3,5 °C).
Pour la période 1971-2000, la température annuelle moyenne est de 10,4 °C, avec une amplitude thermique annuelle de 14,1 °C. Le cumul annuel moyen de précipitations est de 666 mm, avec 11 jours de précipitations en janvier et 8,1 jours en juillet. Pour la période 1991-2020, la température moyenne annuelle observée sur la station météorologique la plus proche, située sur la commune de Magnanville à 11 km à vol d'oiseau, est de 11,6 °C et le cumul annuel moyen de précipitations est de 641,5 mm,. Pour l'avenir, les paramètres climatiques de la commune estimés pour 2050 selon différents scénarios d'émission de gaz à effet de serre sont consultables sur un site dédié publié par Météo-France en novembre 2022.

## Urbanisme

### Typologie
Au 1er janvier 2024, Bréval est catégorisée bourg rural, selon la nouvelle grille communale de densité à sept niveaux définie par l'Insee en 2022.
Elle est située hors unité urbaine. Par ailleurs la commune fait partie de l'aire d'attraction de Paris, dont elle est une commune de la couronne,. Cette aire regroupe 1 929 communes,.

### Occupation des solssimplifiée
Le territoire de la commune se compose en 2017 de 85,3 % d'espaces agricoles, forestiers et naturels, 4,51 % d'espaces ouverts artificialisés et 10,18 % d'espaces construits artificialisés.
L'habitat est concentré principalement dans le bourg, situé dans la partie sud de la commune et qui s'est agrandi de plusieurs lotissements pavillonnaires, mais on compte aussi de nombreux hameaux, dont la Butte, le Hamel, les Bossus, Thiron et les Gamacheries, les Devins, la Scellée, la Justice, la Butorne, la Guidonnerie.

## Toponymie
Le nom de la localité est attesté sous les formes Bréhéval pendant la période romaine, Berheri vallis au IXe siècle, Berheri vallem au Xe siècle, Berhervallis[Quand ?], Brehewallis et Brehevallis en 1192, Brevis vallis et Brevis Vallis au XIIIe siècle, Breevallis, Brevallis[Quand ?], Brévallée[Quand ?].
Il s'agit d'une formation toponymique médiévale en -val, du substantif val « vallon, vallée », précédé du nom de personne de type germanique Berher. Le premier élément Bré- a été réinterprété postérieurement comme étant l'adjectif bref, c'est-à-dire petit.

### Micro-toponymie
Le lieu-dit la Gamacherie est attesté depuis 750 dans un diplôme de l'abbaye de Saint-Denis sous la forme : Gamapio. Bréval faisait partie du comté de Madrie à cette époque. Aujourd'hui connu sous les noms de La petite Gamacherie et La Grande Gamacherie.

## Histoire

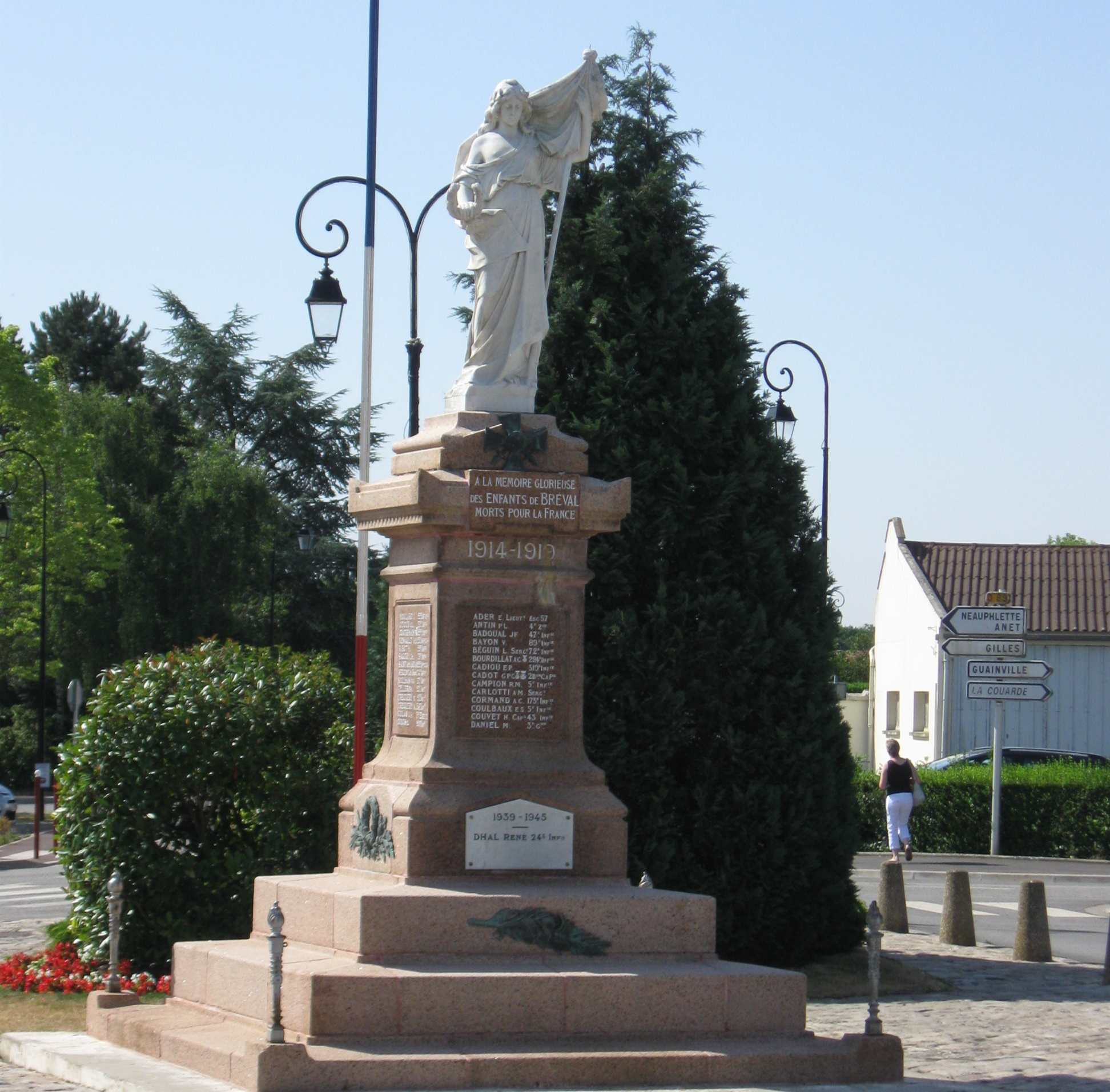
Le monument aux morts.

Le site de Bréval est habité depuis la préhistoire. On y a retrouvé des outils de l'époque néolithique. Dans l'Antiquité, Bréval se trouvait dans le territoire des Carnutes dans une zone de confrontation avec les tribus voisines des Véliocasses (qui se trouvaient  au nord de la Seine) et des Éburovices (Évreux).
En 1379, pendant la guerre de Cent Ans, Charles V de France reprend Bréval au capitaine navarrais Périnnet Tranchant.
Le 20 août 1582, Catherine de La Marck, dame de Bréval, fille du 2e maréchal de Bouillon, épouse Jacques de Harlay de Champvallon de Cézy. Il fut grand écuyer de François, duc d'Alençon (le turbulent cadet des rois François II, Charles IX et Henri III), chevalier du Saint Esprit (1602), et mourut le 3 avril 1630. Leur fils Achille de Harlay (né ca 1583, mort à Bréval en 1657) fut marquis de Bréval par LP d'octobre 1623. Vinrent ensuite François-Bonaventure  de Harlay, lieutenant général (+ 1682), et son frère, autre François, qui fut archevêque de Paris et duc et par de Saint-Cloud en 1674. Puis Louis de Harlay, dit le marquis de Champvallon (tué à Séneffe en 1674, avant son père), d'où François, 3e marquis, (tué à Neerwinde en 1693, âgé de 21 ans). Sa mère, Marie-Anne de L'Aubespine, mourut en 1729.
Il semble que la seigneurie passa à la branche Harlay de Beaumont, bientôt éteinte dans les Montmorency-Luxembourg. Ceux-ci, marquis de Bréval, furent faits ducs de Beaumont (voir la liste) en 1769. Les marquis eurent des démêlés avec les habitants au sujet, notamment, d'un chemin qui longeait le château et qu'ils auraient bien voulu détourner.
Durant le siège de Paris de 1870, Bréval fut occupée le 7 octobre 1870 par la 6e division de cavalerie de la 4e armée allemande. Le 30 octobre, après une embuscade des mobiles de l'Eure contre des uhlans, les Prussiens brûlèrent une partie de la ville.

## Politique et administration

### Liste des maires
| Période                                  | Période   | Identité            | Étiquette | Qualité                                                                                                   |
| ---------------------------------------- | --------- | ------------------- | --------- | --- |
| Les données manquantes sont à compléter. |           |                     |           | |
| mai 1925                                 |           | Noël Duchesne       |           | |
| Les données manquantes sont à compléter. |           |                     |           | |
| 1955                                     | mars 1989 | Christian Cheneau   |           | Réélu en 1977 et 1983                                                                                     |
| mars 1989                                | juin 1995 | Pierre Orfeuille    |           | |
| juin 1995                                | mars 2001 | Maurice Venot       |           | Ancien adjoint au maire                                                                                   |
| mars 2001                                | mars 2014 | Jeannette Chantepie | DVD       | Ancienne adjointe au maire                                                                                |
| mars 2014                                | En cours  | Thierry Navello     | LR        | Chef d'entreprise 3e vice-président de la CC des Portes de l'Île-de-France Réélu pour le mandat 2020-2026 |

### Instances judiciaires et administratives
La commune de Bréval appartient au canton de Bonnières-sur-Seine ainsi qu'à la communauté de communes des Portes de l’Île-de-France.
Sur le plan électoral, la commune est rattachée à la neuvième circonscription des Yvelines, circonscription à dominante rurale du nord-ouest des Yvelines.
Sur le plan judiciaire, Bréval fait partie de la juridiction d’instance de Mantes-la-Jolie et, comme toutes les communes des Yvelines, dépend du tribunal de grande instance ainsi que de tribunal de commerce sis à Versailles,.

### Tendances politiques et résultats
| Scrutin             | Scrutin             | 1er tour | 1er tour | 1er tour | 1er tour | 1er tour  | 1er tour | 1er tour | 1er tour | 1er tour | 1er tour | 1er tour  | 1er tour | 2d tour | 2d tour | 2d tour | 2d tour | 2d tour | 2d tour |
| Scrutin             | Scrutin             | 1er      | 1er      | %        | 2e       | 2e        | %        | 3e       | 3e       | %        | 4e       | 4e        | %        | 1er     | 1er     | %       | 2e      | 2e      | %       |
| ------------------- | ------------------- | -------- | -------- | -------- | -------- | --------- | -------- | -------- | -------- | -------- | -------- | --------- | -------- | ------- | ------- | ------- | ------- | ------- | ------- |
| Présidentielle 2017 | Présidentielle 2017 |          | FN       | 27,56    |          | EM        | 22,14    |          | LR       | 21,53    |          | LFI       | 14,47    |         | EM      | 57,88   |         | FN      | 42,12   |
| Présidentielle 2022 | Présidentielle 2022 |          | RN       | 29,84    |          | LREM      | 28,47    |          | LFI      | 14,83    |          | REC       | 8,27     |         | LREM    | 50,83   |         | RN      | 49,17   |
| Législatives 2022   | 9e                  |          | RN       | 29,45    |          | MoDem-Ens | 24,35    |          | LR       | 16,75    |          | LFI-Nupes | 15,84    |         | MoDem   | 50,57   |         | RN      | 49,43   |
| Législatives 2024   | 9e                  |          | RN       | 46,12    |          | MoDem-Ens | 19,36    |          | PS-NFP   | 19,09    |          | LR        | 9,41     |         | RN      | 59,30   |         | PS      | 40,70   |

## Population et société

### Démographie

#### Évolution démographique
L'évolution du nombre d'habitants est connue à travers les recensements de la population effectués dans la commune depuis 1793. Pour les communes de moins de 10 000 habitants, une enquête de recensement portant sur toute la population est réalisée tous les cinq ans, les populations de référence des années intermédiaires étant quant à elles estimées par interpolation ou extrapolation. Pour la commune, le premier recensement exhaustif entrant dans le cadre du nouveau dispositif a été réalisé en 2008.

En 2022, la commune comptait 2 031 habitants, en évolution de +10,44 % par rapport à 2016 (Yvelines : +2,72 %, France hors Mayotte : +2,11 %).
| 1793 | 1800 | 1806 | 1821 | 1831 | 1836 | 1841 | 1846 | 1851 |
| ---- | ---- | ---- | ---- | ---- | ---- | ---- | ---- | ---- |
| 520  | 612  | 581  | 574  | 618  | 624  | 578  | 580  | 596  |

| 1856 | 1861 | 1866 | 1872 | 1876 | 1881 | 1886 | 1891 | 1896 |
| ---- | ---- | ---- | ---- | ---- | ---- | ---- | ---- | ---- |
| 606  | 600  | 608  | 590  | 586  | 570  | 600  | 646  | 594  |

| 1901 | 1906 | 1911 | 1921 | 1926 | 1931 | 1936 | 1946 | 1954 |
| ---- | ---- | ---- | ---- | ---- | ---- | ---- | ---- | ---- |
| 587  | 620  | 643  | 640  | 643  | 641  | 600  | 576  | 547  |

| 1962 | 1968 | 1975 | 1982  | 1990  | 1999  | 2006  | 2008  | 2013  |
| ---- | ---- | ---- | ----- | ----- | ----- | ----- | ----- | ----- |
| 597  | 738  | 912  | 1 093 | 1 440 | 1 646 | 1 865 | 1 928 | 1 870 |

| 2018  | 2022  | - | - | - | - | - | - | - |
| ----- | ----- | - | - | - | - | - | - | - |
| 1 801 | 2 031 | - | - | - | - | - | - | - |

#### Pyramide des âges
En 2018, le taux de personnes d'un âge inférieur à 30 ans s'élève à 32,6 %, soit en dessous de la moyenne départementale (38,0 %). À l'inverse, le taux de personnes d'âge supérieur à 60 ans est de 28,0 % la même année, alors qu'il est de 21,7 % au niveau départemental.
En 2018, la commune comptait 876 hommes pour 925 femmes, soit un taux de 51,36 % de femmes, légèrement supérieur au taux départemental (51,32 %).
Les pyramides des âges de la commune et du département s'établissent comme suit.
| Hommes | Classe d’âge | Femmes |
| ------ | ------------ | ------ |
| 0,3    | 90 ou +      | 2,1    |
| 6,3    | 75-89 ans    | 10,4   |
| 19,1   | 60-74 ans    | 17,7   |
| 23,7   | 45-59 ans    | 23,1   |
| 15,2   | 30-44 ans    | 16,6   |
| 17,6   | 15-29 ans    | 13,4   |
| 17,8   | 0-14 ans     | 16,6   |

| Hommes | Classe d’âge | Femmes |
| ------ | ------------ | ------ |
| 0,6    | 90 ou +      | 1,4    |
| 6      | 75-89 ans    | 7,8    |
| 13,5   | 60-74 ans    | 14,8   |
| 20,7   | 45-59 ans    | 20,1   |
| 19,6   | 30-44 ans    | 19,9   |
| 18,5   | 15-29 ans    | 16,8   |
| 21,2   | 0-14 ans     | 19,2   |

## Économie
Bréval est un village qui possède une économie dynamique. En effet, il existe à la périphérie de la commune une zone artisanale où sont implantés de nombreux commerçants, une clinique vétérinaire, un supermarché et une gendarmerie. Dans le centre du village, on peut trouver une boucherie, une boulangerie, plusieurs coiffeurs, un notaire... De plus, le village possède son propre curé qui officie sur les 17 églises du groupement paroissial.

## Culture locale et patrimoine

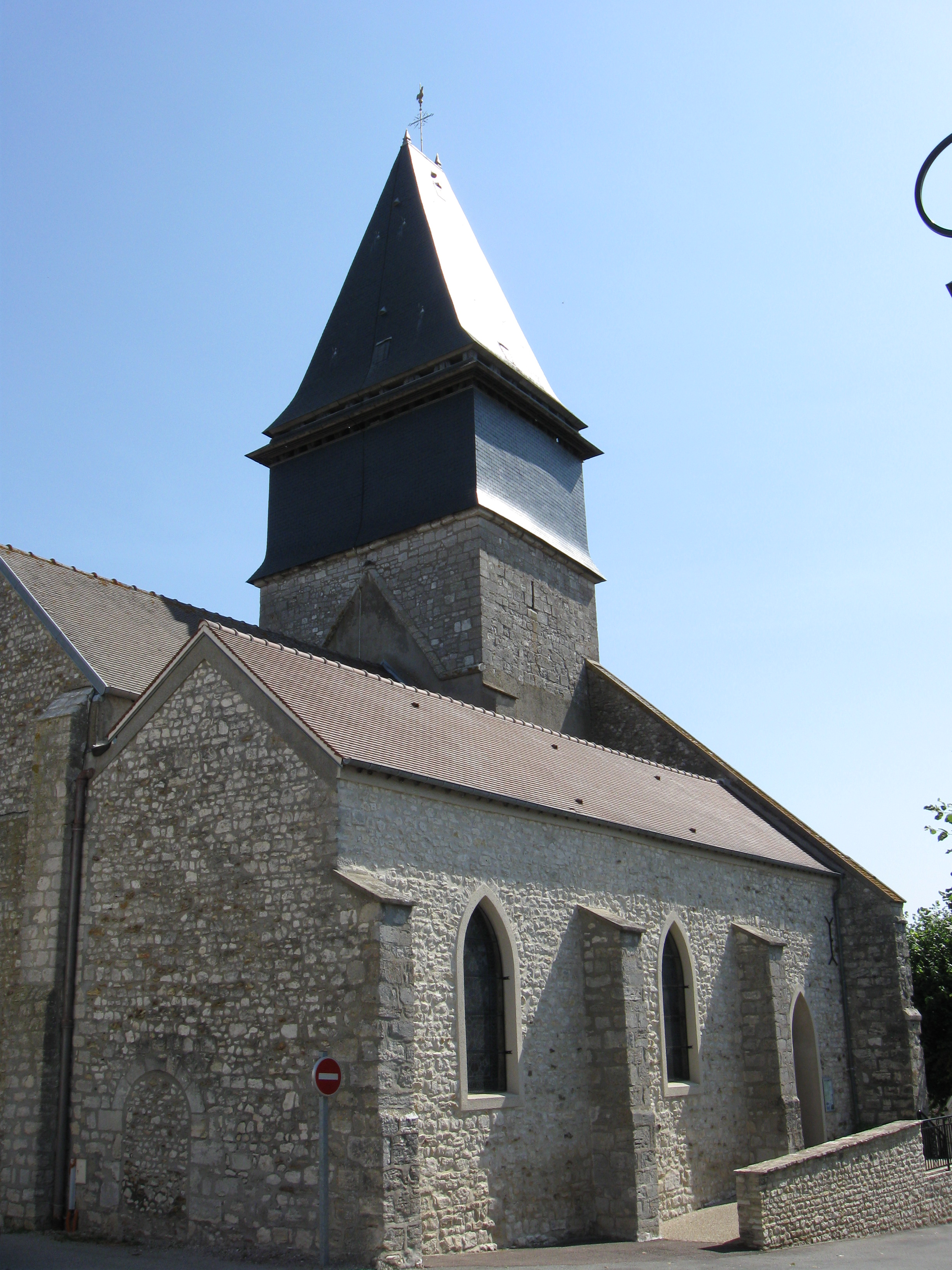
L'église Notre-Dame-de-la-Trinité.

### Lieux et monuments
- Église Notre-Dame-de-la-Trinité

Édifice en pierre de style roman, du XIIe siècle, plusieurs fois modifiée.
- Débris du château féodal de Bréval. À l'époque du duc Henri, la place était la possession de Guillaume Louvel, fils d'Ascelin Goël et d'Isabelle de Breteuil[34].

### Héraldique
| Blason de Bréval (Yvelines) | Blason  | Écartelé au premier d'azur à cinq croisettes d'or, au deuxième de sinople à trois croissants entrelacés d'or accompagnés de trois fleurs de lis du même posées 1 et 2, au troisième d'argent à deux pals de sable (Harlay), au quatrième d'or à la croix de gueules cantonnée de quatre alérions d'azur (Montmorency simplifié) |
| Blason de Bréval (Yvelines) | Détails | Ce sont les armes de différents seigneurs et marquis de Bréval. |

## Personnalités liées à la commune
- Robert IV de La Marck, maréchal de France
- François Harlay de Champvallon, archevêque de Paris (1625-1695).
- Christian-Louis de Montmorency-Luxembourg, maréchal de France.